# Myrmarachne thaii
Myrmarachne thaii är en spindelart som beskrevs av Zabka 1985. Myrmarachne thaii ingår i släktet Myrmarachne och familjen hoppspindlar. Inga underarter finns listade i Catalogue of Life.